# Romos
Romos là một xã thuộc hạt Hunedoara, România. Dân số thời điểm năm 2002 là 2865 người.